# Райчев, Виктор
Виктор Иванов Райчев (24 мая 1920, София, Третье Болгарское царство — 5 января 1999, София, Болгария) — болгарский композитор и дирижёр.

## Биография
Родился в семье ремесленника. Брат композитора Александра Райчева. Заниматься музыкой начал в 14-летнем возрасте. В 1944 году окончил экономический факультет Софийского университета. Во время срочной военной службы основал и возглавил самодеятельный музыкальный ансамбль. Позже решил продолжить профессиональную музыкальную карьеру.
В 1952 году окончил Болгарскую государственную консерваторию. Ученик Парашкева Хаджиева.
В 1948—1957 годах руководил Ансамблем при Доме профсоюзов им. Георгия Димитрова. Позже, работал в Музыкальном театре им. С. Македонского сначала дирижёром, в 1959 году стал главным дирижёром, а с 1962 по 1967 год — директором. На сцене театра поставил ряд оперетт болгарских, советских и западноевропейских авторов. В 1982 году заболел и отошел от активной творческой и дирижёрской деятельности.

## Творчество
Дебютировал в 1939 году. Центральное место в творчестве Виктора Райчева занимает музыкально-сценический жанр. Его оперетты отражают развитие этого жанра в болгарской музыке.
Автор оперетт, хоровых, сольных и эстрадных песен, детских песен, инструментальных произведений и др.

## Избранные музыкальные сочинения
Оперетты
- «Молодость маэстро», посвящённая болгарскому композитору Г. Атанасову (1958), русский текст оперетты В. Татаринов[2];
- «Дамский бал» (1963) на современную тему;
- «Счастливец», посвящённая деятелям болгарской культуры (1964) и др.

Постановки
- «Айка» (1955) П. Хаджиева,
- «Мадам Сан-Жен» (1958) П. Хаджиева,
- «Если бы я был королём» А. Адана (1956),
- «Девичий переполох» Ю. Милютина (1953),
- «Самое заветное» В. Соловьёва-Седого (1954),
- «Орфей в аду» (1959), «Жюстина Фавар» (1964) Ж. Оффенбаха,
- «Лисистрата» Г. Дендрино (1962) и др.

## Награды
- Орден «Кирилл и Мефодий» II степени (1959)
- Обладатель Второй премии фестиваля «Золотой Орфей» за песню «Дон Кихот» (1971) и других творческих наград.